# اسکار ماسیاس (بازیکن بیسبال)
اسکار ماسیاس (اسپانیایی: Oscar Macías‎؛ زادهٔ ۱ فوریهٔ ۱۹۶۹) بازیکن بیسبال اهل کوبا بود.